# Ictonychinae
Ictonychinae, soms ook grisons en verwanten genoemd, vormen een onderfamilie van roofdieren uit de familie van de marterachtigen (Mustelidae). De onderfamilie bestaat uit zeven nog levende soorten, verdeeld over vijf geslachten en omvat onder andere de grison en de zorilla. Drie van de soorten komen uit de Amerika's, drie uit Afrika en een uit Eurazië. Voorheen werden deze soorten en geslachten als onderdeel van de onderfamilie Mustelinae gezien.
De meeste leden hebben een maskerachtige streep of grotere donkere markering over hun gezicht; de Afrikaanse vertegenwoordigers van de groep zijn gestreept. Een gemeenschappelijk verdedigingsmechanisme van de groep is het gebruik van een chemische spray die lijkt op (maar niet noodzakelijk zo sterk is als) die van stinkdieren.

## Indeling
- Onderfamilie Ictonychinae (Grisons en verwanten)
  - Geslacht Galictis
    - Grison (Galictis vittata)
    - Kleine grison (Galictis cuja)

  - Geslacht Lyncodon
    - Patagonische wezel (Lyncodon patagonicus)

  - Geslacht Ictonyx
    - Zorilla of gestreepte bunzing (Ictonyx striatus)
    - Libische gestreepte wezel, gestreepte wezel of Libische zorilla (Ictonyx libyca)

  - Geslacht Poecilogale
    - Witnekwezel (Poecilogale albinucha)

  - Geslacht Vormela
    - Gevlekte bunzing (Vormela peregusna)

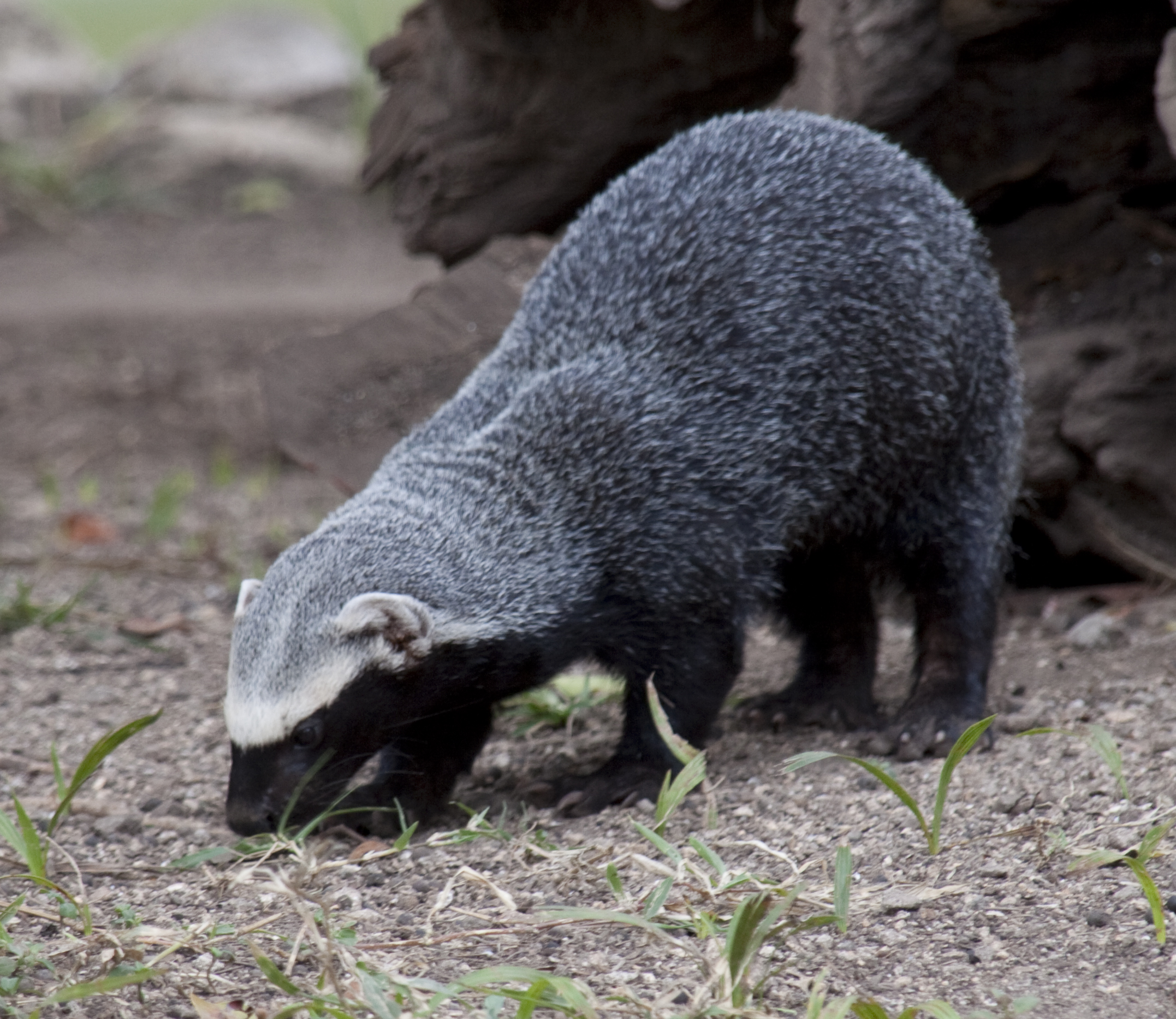
Grison (Galictis vittata)
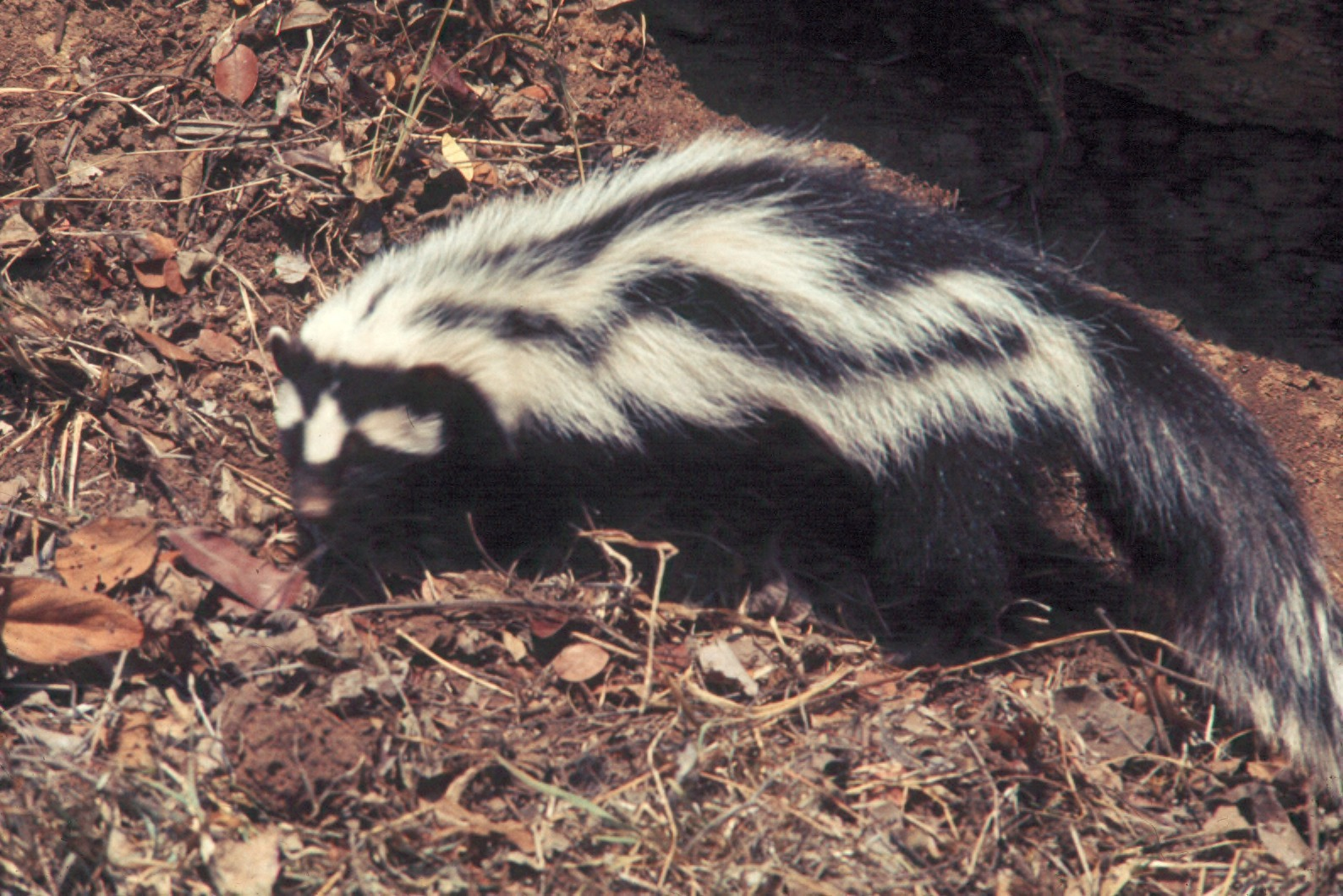
Zorilla (Ictonyx striatus)
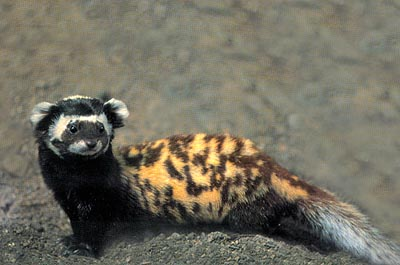
Gevlekte bunzing (Vormela peregusna)